# Baflavia
Baflavia is een monotypisch geslacht van korstmossen behorend tot de familie Byssolomataceae. Het bevat alleen de soort Barubria  flavescens.